# خطة الطاقة النظيفة

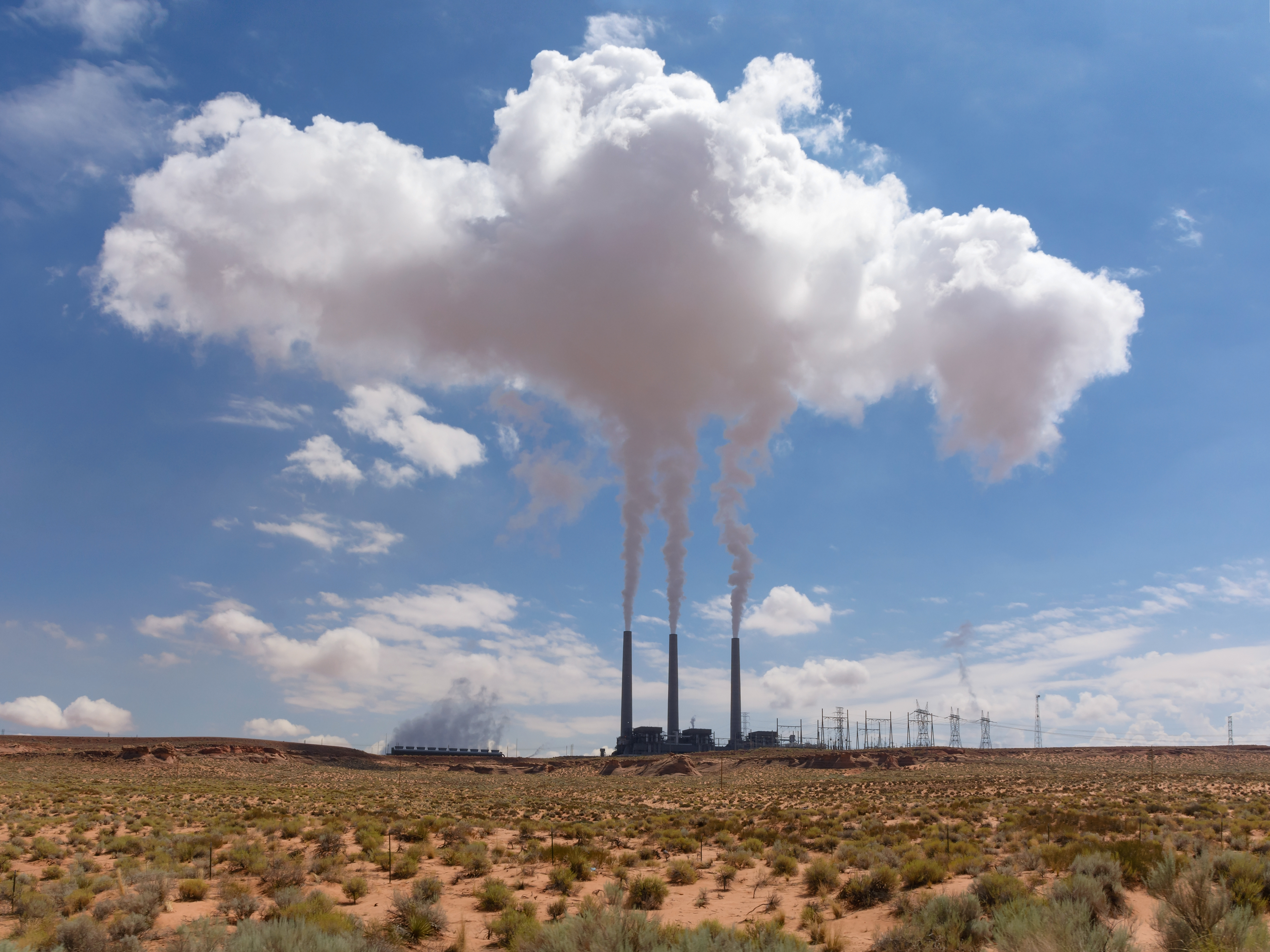
محطة نافاجو، لتوليد الطاقة تعمل بالفحم خارج بيج (أريزونا)

خطة الطاقة النظيفة هي حملة سياسة كانت ضمن إدارة أوباما تهدف إلى مكافحة تغير المناخ والاحترار العالمي الذي اقترحته وكالة حماية البيئة الأمريكية (EPA) لأول مرة في يونيو 2014. وقد كان من المتوقع على نطاق واسع أن يتم القضاء على الخطة في عهد الرئيس دونالد ترامب، الذي وقع أمرًا تنفيذيًا في 28 مارس 2017 يقضي بتكليف وكالة حماية البيئة بمراجعة الخطة. وفي 1 يونيو 2017، انسحبت الولايات المتحدة من اتفاقية باريس للمناخ. في أغسطس 2017، منحت محكمة استئناف الولايات المتحدة لمقاطعة دائرة كولومبيا 60 يومًا إضافيًا لوكالة حماية البيئة الأمريكية لمراجعة الخطة وتقديم موقفها إلى المحكمة، قبل مواصلة عملية تسوية شرعية القانون.
في 3 أغسطس 2015 كشف النقاب عن النسخة النهائية للخطة من قبل الرئيس باراك أوباما. وتم نشر القواعد المكونة من 460 صفحة (RIN 2060 – AR33) بعنوان «إرشادات انبعاث تلوث الكربون للمصادر الثابتة الموجودة: وحدات توليد المرافق الكهربائية» في السجل الفيدرالي بتاريخ 23 أكتوبر 2015. وقد صممت إدارة أوباما خطة لخفض ثنائي أكسيد الكربون المنبعثة من مولدات الطاقة.
في 4 أكتوبر 2017، تم الكشف أن وكالة حماية البيئة تحت إدارة ترامب كانت تخطط لإنهاء خطة الطاقة النظيفة. وبعد يومين، تم الكشف على أن الرئيس يدرس بدائل للخطة من خلال اقتراح مناقشة عامة، كما تم تسريب إرشادات حول كيفية إلغاء الخطة. أعلن مدير وكالة حماية البيئة سكوت برويت أن العملية الرسمية لتغيير قواعد وكالة حماية البيئة وإلغاء الخطة ستبدأ في 10 أكتوبر. ثم وقع برويت على اقتراح رسمي من شأنه أن يؤدي إلى إلغاء خطة الطاقة النظيفة. من المحتمل أن تستغرق الإجراءات التنظيمية الفيدرالية لتنفيذ أو تغيير اللوائح فترة تصل إلى عامين. وقد تتسبب التحديات القانونية المحتملة في تأخير إلغاء التنظيم.